# آنجلو تورکونی
آنجلو تورکونی (به ایتالیایی: Angelo Turconi) بازیکن فوتبال و اهل ایتالیا است که از سال ۱۹۴۸ میلادی عضو تیم ملی فوتبال ایتالیا بوده و در ۲ بازی ملی حضور داشته‌است. او در بازی‌های ملی‌اش ۱ گل به ثمر رساند.
آنجلو تورکونی آخرین بازی ملی خود را در سال ۱۹۴۸ میلادی انجام داد.